# Jugendkirche Tabgha
Die im Jahr 2000 in der Christ-König-Kirche im Oberhausener Stadtteil Buschhausen eröffnete katholische Jugendkirche Tabgha ist eine der ersten Jugendkirchen in Deutschland und hat über die Landesgrenze hinaus als Vorbild für vergleichbare Projekte gewirkt. Ab 2021 ist sie in der Kirche St. Joseph in Duisburg-Mitte beheimatet.

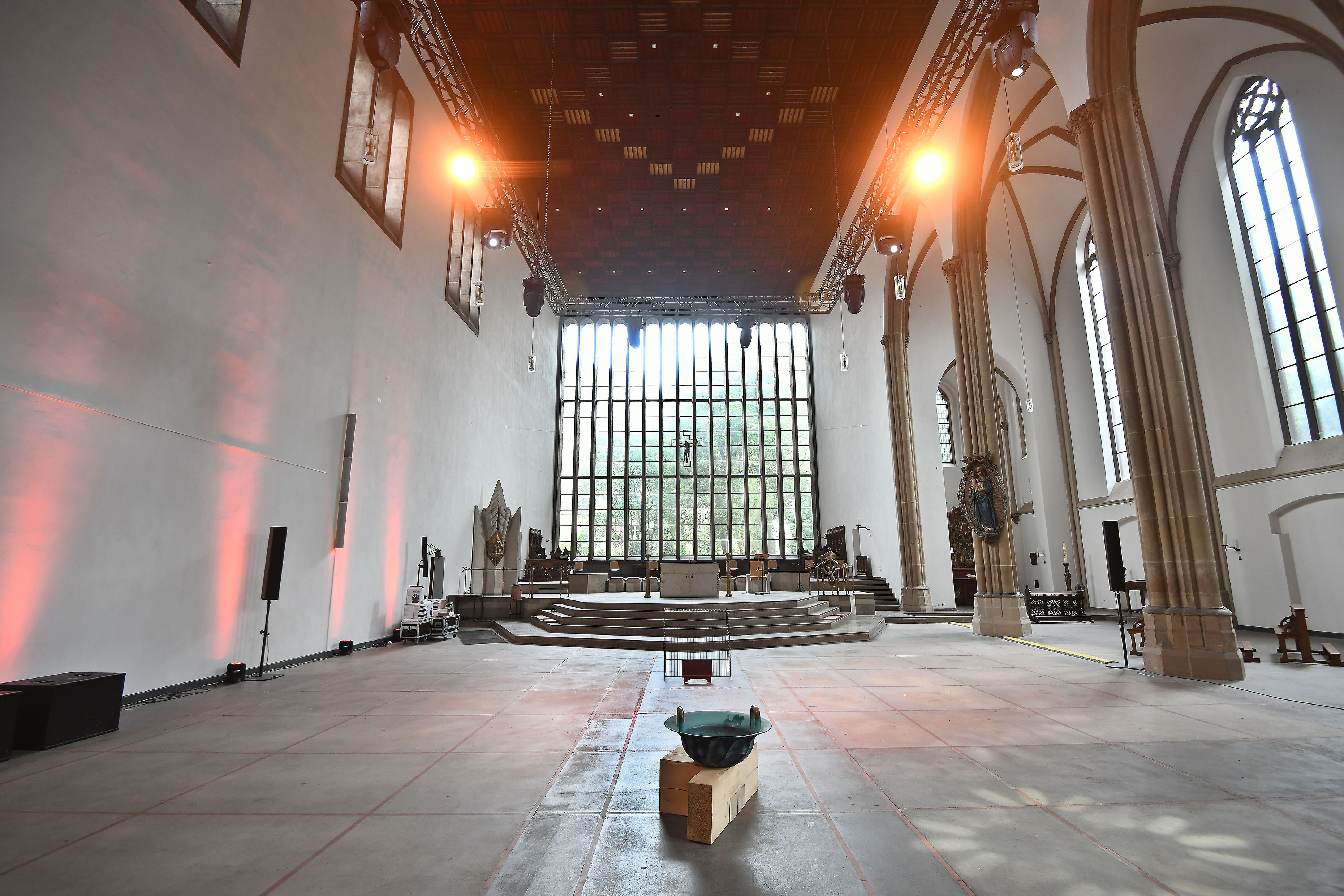

## Geschichte
Das Projekt wurde maßgeblich vom damaligen Oberhausener Stadtjugendseelsorger Bernd Wolharn und dem Stadtjugendreferenten Oliver Heck entwickelt und 1999 den zuständigen kirchlichen Gremien unterbreitet.
Ein Hauptziel der Initiatoren war die Ansprache kirchenferner Jugendlicher. Zur Konzeptionsentwicklung trug im Vorfeld eine Umfrage unter mehr als 5000 katholischen Oberhausener Jugendlichen durch das Institut für Kirchliche Sozialforschung im Bistum Essen bei. Werkstattgespräche und Fachkonferenzen dienten der Vernetzung von Zielgruppe, Verantwortlichen vor Ort und Experten. Für das Leitbild des Projekts wurde das Bild der „Tankstelle“ gewählt, um das „Besondere der Angebotsform“ zu betonen, die Vorstellung einer „Servicestelle“ ohne „Vereinnahmung des Kunden für eigene Zwecke“. Als wichtige Wege zum Erreichen der Zielgruppe wurden in der Vorbereitungsphase vor allem die alternative Gestaltung von Gottesdiensten, eine andere Gestalt des Gottesdienstraums und neue Formen der Öffentlichkeitsarbeit angesehen.
Für die räumliche Realisierung des Projekts fand sich das Kirchengebäude der Christ-König-Gemeinde in Oberhausen-Buschhausen. Das 1962 errichtete Gebäude mit rechteckigem Grundriss wurde im Innern – unter anderem durch den späteren Ausbau der Kirchenbänke – umgestaltet.
Die Eröffnung fand am 9. und 10. Dezember 2000, dem zweiten Adventswochenende, unter Beteiligung von Ruhrbischof Hubert Luthe statt.
Das Projekt wurde von seinen Initiatoren zunächst als „Modell, Vorreiter und Experiment“ verstanden, hat inzwischen jedoch die ursprünglich vorgesehene Probezeit von fünf Jahren längst hinter sich. Es wird derzeit hauptamtlich vom Stadtjugendseelsorger und zwei Jugendreferentinnen betreut, hinzu kommen ein Freiwilligendienst, Honorarkräfte und Ehrenamtliche.
Der Name der Jugendkirche leitet sich her vom Ort Tabgha am Ufer des Sees Genezareth.
Im Frühjahr 2019 gab das tragende Bistum Essen bekannt, dass das Projekt Jugendkirche Tabgha im Jahr 2020 nach 20 Jahren den Standort an Christ König in Oberhausen-Buschhausen verlässt und neu an der Pfarrkirche St. Joseph am Dellplatz in Duisburg-Mitte angesiedelt wird. Der Standort Christ König wird durch die Pfarrei St. Clemens aufgegeben, daher war eine Standortsuche erforderlich, die zwei Jahre andauerte. Der letzte Gottesdienst wurde am 6. Dezember 2020, wieder der zweite Advent, gefeiert. Die Eröffnung in Duisburg erfolgte am 22. August 2021.

## Angebot
Zum Veranstaltungsangebot von Tabgha gehören einerseits gottesdienstlich-spirituelle Veranstaltungen wie eine regelmäßige Jugendmesse, zunächst als „CU“ bezeichnet, am Sonntagabend und das Nachtgebet „Auszeit“ am Mittwochabend, andererseits Projekte und Events wie das Fotoprojekt „Jesus an der Ruhr“, die Ausstellung „I.N.R.I.“ mit Bildern der französischen Fotografin Bettina Rheims oder auf die Zielgruppe zugeschnittene Einzelveranstaltungen wie „Halfpipe to Heaven“ für Skater oder ein Hochseilangebot unter dem Motto „Zwischen Himmel und Erde“.
Ein jährlich vergebener Jugendkulturkreis sowie Erlebnisausstellungen rundeten in späteren Jahren das Angebot ab.

## Leiter
- Bernd Wolharn (2000–2007), anschl. Pfarrer in Bochum und dann Cityseelsorger in Essen
- Stefan Wiesel (2007–2016), anschl. Diözesanbeauftragter für die Hochschulseelsorge
- Stephan Markgraf (seit 2016)[6]